# Estadio El Encanto
Estadio El Encanto – stadion piłkarski w meksykańskim mieście Mazatlán, w stanie Sinaloa. Obiekt może pomieścić 20 195 widzów, a swoje mecze rozgrywa na nim drużyna Mazatlán FC. Często określany poprzez przydomek El Kraken („Kraken”).
Władze stanu Sinaloa rozpoczęły budowę obiektu w 2017 roku. W mieście Mazatlán, kojarzonym głównie z baseballem, nie funkcjonował wówczas żaden profesjonalny klub piłkarski. Z tego względu rozpoczęto poszukiwania klubu, który byłby zainteresowany przeniesieniem swojej siedziby do Mazatlán. Został oddany do użytku pod roboczą nazwą Estadio de Mazatlán latem 2020 roku jako jeden z najnowocześniejszych wówczas obiektów piłkarskich w Meksyku. Koszt budowy wyniósł 460 milionów pesos meksykańskich. 
W czerwcu 2020 ogłoszono, że występujący w Lidze MX klub Monarcas Morelia przeniesie się do miasta Mazatlán i zmieni nazwę na Mazatlán FC, rozgrywając domowe spotkania na Estadio de Mazatlán. Obiekt zainaugurowano 23 lipca 2020 koncertem grupy Banda El Recodo, połączonym z prezentacją strojów nowego klubu. Ze względu na obostrzenia związane z pandemią COVID-19 wydarzenie odbyło się bez fizycznego udziału publiczności.
Pierwszy mecz ligowy na stadionie rozegrano 27 lipca 2020; drużyna Mazatlán przegrała wówczas z Pueblą (1:4).
W październiku 2023 na mocy umowy sponsorskiej z działającym na rynku nieruchomości lokalnym przedsiębiorstwem Encanto Desarrollos obiekt zmienił nazwę na Estadio El Encanto.